# José Antonio Quiroga Chinchilla
José Antonio Quiroga Chinchilla (* 13. Juni 1898 in Cochabamba; † 29. Oktober 1968 ebenda) war ein bolivianischer Politiker.

## Leben
José Antonio Quiroga Chinchilla war der Sohn von Juana Quiroga Chinchilla und Adolfo Morales Villarroel und wuchs im Haushalt der Familie von Daniel Salamanca Urey auf.
Er war von 1931 bis 1935 Abgeordneter für den Wahlkreis Quillacollo.
Er leitete die Empresa de Luz y Fuerza Eléctrica Cochabamba S.A.  (ELFEC).
Er heiratete Elena Santa Cruz, ihre Kinder waren Alfonso, Norah, Mario, Marcelo Quiroga Santa Cruz und Orlando.
Er wurde 1933 Ministro de Guerra y Colonización (Kriegs- und Kolonisationsminister), während Zacarías Benavides Ministro de Defensa nacional (Verteidigungsminister) war.
Er beriet die Regierung und den Generalstab nach der Segunda batalla de Alihuatá (zweite Schlacht von Alihuatá vom 23. Oktober bis zum 11. Dezember 1933). 1934 wurde er zum Ministro de Gobierno ernannt, ein Amt, das er auch unter José Luis Tejada Sorzanoals bekleidete. Nach dem Chacokrieg wurde er in den Ruhestand versetzt.
Von 1943 bis 1947 war er in der Geschäftsleitung von Simón I. Patiño in La Paz beschäftigt. José Antonio Quiroga Chinchilla warnte Victor Manuel Andrade Uzquiano 1943, vor seiner Entlassung aus der Caja de Seguro y Ahorro Obrero, falls die Regierung im Fall des Massakers von Catavi keine Hilfe leisten würde. Er starb an einem Herzinfarkt.

## Veröffentlichungen
- La política interna en el primer período de la guerra. La Paz 1932[2]